# 신경해부학에 대한 해부학 용어
이 문서에서는 뇌, 뇌줄기, 척수 및 신경을 포함한 중추 및 말초 신경계를 설명하는 데 사용되는 해부학 용어를 설명한다.

## 신경해부학의 해부학 용어

### 위치
위치에 대한 해부학 용어는 설명되는 위치와 종에 따라 다르다.
해부학적 위치 파악에 사용되는 용어를 이해하려면 물고기나 도마뱀과 같이 곧은 중추신경계를 가진 동물을 생각해 보면 된다. 이러한 동물에서 "rostral", "caudal", "ventral" 및 "dorsal"이라는 용어는 각각 주둥이(부리) 쪽, 꼬리 쪽, 배쪽 및 등쪽을 의미한다. 해당 용어에 대한 자세한 내용은 위치에 대한 해부학 용어를 참조하면 된다.

## 같이 보기
- 신경#용어
- 해부학 용어
- 운동에 대한 해부학 용어(Anatomical terms of motion)
- 위치에 대한 해부학 용어(Anatomical terms of location)
- 근육에 대한 해부학 용어